# (10654) Bontekoe
(10654) Bontekoe (6673 P-L) – planetoida z grupy pasa głównego asteroid okrążająca Słońce w ciągu 5,88 lat w średniej odległości 3,26 j.a. Odkryta 24 września 1960 roku.